# Bračak
 Bračak  falu Horvátországban Krapina-Zagorje megyében. Közigazgatásilag Zabokhoz  tartozik.

## Fekvése
Zágrábtól 25 km-re északra, községközpontjától  3 km-re délkeletre Horvát Zagorje és a megye déli részén fekszik. 

## Története
A mai Bračak területe a középkorban a zaboki birtok része volt. Zabok birtokként 1335-ben szerepel először írott forrásban Károly Róbert király adománylevelében, melyben megparancsolja Mikcs bánnak,  hogy a Zabok nevű birtokot Nuzlin fia Péternek adja át, mivel annak korábbi Sámson nevű birtokosa utódok nélkül halt meg. Az adományt 1345-ben Lajos király is megerősítette és utódaik a 15. századtól a birtok neve után a Zaboky nevet vették fel. Az utódok közötti felosztások során később a birtok újabb kisebb részekre osztódott. Így keletkezett délen Gredice és keleten Prilesje, a mai Bračak falu. 1595-től Prilesje, majd Bračak birtokosai gyakran változtak. A Zabokyak után a Vokffyak, a Patacsichok, a Černkor, a Konotoj és Čegel családok voltak birtokosai. 1887-ben a birtokot gróf Milan Kulmer vásárolta meg, aki a korábbi fából épített kúria helyén felépíttette a ma is álló kastélyt. A településnek 1890-ben 20, 1910-ben 18 lakosa volt. Trianonig Varasd vármegye Klanjeci járásához tartozott. A kastély utolsó birtokosa Milan unokája Ferdinand Kulmer  akadémiai festő volt. A mintegy száz hektáros Kulmer birtokot a II. világháború után államosították és a kastélyt 1947-től tüdőbeteg gyermekek számára gyermekkórházzá alakították át. A településnek  2001-ben 36 lakosa volt. 

## Nevezetességei
Kastélyát Milan Kulmer építtette 1889-ben historizáló stílusban A. Seć építészmérnök tervei alapján, röviddel azután, hogy Kulmer gróf megvásárolta a birtokot. Az egyszintes "L" alaprajzú épületnek két szárnya van, nyugati és déli, amelyek találkozásánál, délnyugat felé egy saroktorony található. A kastélyba a másik "belső" oldalról lépünk be, ahol egy szimmetrikus, háromszárnyú lépcső található, historikus kovácsoltvas korláttal. Az első emeleten öt szoba és egy központi terem volt, mely a toronyban helyezkedett el. 1889-ben a kastély körül tájparkot alakítottak ki. 1947-től az új kórház építéséig egészségügyi intézmény működött benne, amely a belső elrendezést megváltoztatta. Ma már használaton kívül áll.

## Külső hivatkozások
- Zabok hivatalos oldala
- A zaboki Szent Ilona plébánia honlapja